# Warungkiara
Warungkiara is een bestuurslaag in het regentschap Sukabumi van de provincie West-Java, Indonesië. Warungkiara telt 8711 inwoners (volkstelling 2010).